# Oh Jin-Hyek
Oh Jin-Hyek (en coreano: 오진혁; 15 de agosto de 1981) es un deportista surcoreano que compitió en tiro con arco, en la modalidad de arco recurvo.
Participó en dos Juegos Olímpicos de Verano entre los años 2012 y 2020, obteniendo tres medallas, oro y bronce en Londres 2012 y oro en Tokio 2020. Ganó ocho medallas en el Campeonato Mundial de Tiro con Arco al Aire Libre entre los años 2009 y 2021.

## Palmarés internacional
| Juegos Olímpicos                 | Juegos Olímpicos          | Juegos Olímpicos  | Juegos Olímpicos |
| Año                              | Lugar                     | Medalla           | Prueba           |
| -------------------------------- | ------------------------- | ----------------- | ---------------- |
| 2012                             | Londres (Reino Unido)     | Medalla de oro    | Individual       |
| 2012                             | Londres (Reino Unido)     | Medalla de bronce | Equipo           |
| 2020                             | Tokio (Japón)             | Medalla de oro    | Equipo           |
| Campeonato Mundial al Aire Libre |                           |                   |                  |
| Año                              | Lugar                     | Medalla           | Prueba           |
| 2009                             | Ulsan (Corea del Sur)     | Medalla de oro    | Equipo           |
| 2011                             | Turín (Italia)            | Medalla de oro    | Equipo           |
| 2011                             | Turín (Italia)            | Medalla de plata  | Individual       |
| 2013                             | Belek (Turquía)           | Medalla de oro    | Equipo mixto     |
| 2013                             | Belek (Turquía)           | Medalla de plata  | Individual       |
| 2015                             | Copenhague (Dinamarca)    | Medalla de oro    | Equipo           |
| 2017                             | Ciudad de México (México) | Medalla de bronce | Equipo           |
| 2021                             | Yankton (Estados Unidos)  | Medalla de oro    | Equipo           |